# Sougraigne
Sougraigne é uma comuna francesa na região administrativa de Occitânia, no departamento de Aude. Estende-se por uma área de 18,43 km². Em 2010 a comuna tinha 122 habitantes (densidade: 6,6 hab./km²).